# 徐越 (戰國)
徐越（?—?），战国初期赵国人物。
番吾君从代地来，问公仲连说你在赵国为相四年，推荐过人才吗？公仲说没有。番吾君推举牛畜、荀欣、徐越。公仲连于是向赵烈侯推荐三人。徐越以节省财物用度的道理开导国君，让国君考察衡量臣子们的功劳品德。要让被任用的人没有一个不是人尽其才，赵烈侯很高兴。以徐越为内史，赐相国公仲连两套衣服。《汉书·古今人表》以徐越为中上第四等人物。